# Yukiya Amano
Yukiya Amano (天野 之 弥?, AmanoYukiya; Yugawara, 9 maggio 1947 – Vienna, 18 luglio 2019) è stato un diplomatico giapponese, direttore generale della Agenzia internazionale per l'energia atomica (AIEA) dal dicembre 2009 al luglio 2019.

## Biografia
Compiuti gli studi universitari a Tokyo, si avvia nel 1972 alla carriera diplomatica del Ministero degli Esteri giapponese. Nel 1973-1975 prosegue gli studi universitari in Francia.
Dopo una lunga carriera diplomatica come ambasciatore, è impegnato soprattutto nel settore del disarmo e della non-proliferazione nucleare. Dal 2005 all'AIEA come rappresentante del suo paese, il 2 luglio 2009 è eletto come nuovo Direttore generale dell'Agenzia, succedendo al premio Nobel egiziano Mohamed ElBaradei. Il 1º dicembre successivo inizia il suo mandato di Direttore, terminato alla sua improvvisa morte nel 2019.